# اما سوآرس
اِما سوآرِس (اسپانیایی: Emma Suárez‎؛ تلفظ اسپانیایی: [ˈema ˈswaɾeθ]؛ زادهٔ ۲۵ ژوئن ۱۹۶۴) بازیگر اهل اسپانیا است.
از فیلم‌ها یا برنامه‌های تلویزیونی که وی در آن نقش داشته است، می‌توان به دایه عزیز، خرس‌ها چه فایده‌ای دارند؟، جولیتا، سنجاب قرمز، گاوها و دختر آوریل اشاره کرد.